# Elezioni presidenziali in Guinea Equatoriale del 2009
Le elezioni presidenziali in Guinea Equatoriale del 2009 si tennero il 29 novembre.

## Risultati
| Candidati                         | Partiti                                      | Voti    | %     |
| --------------------------------- | -------------------------------------------- | ------- | ----- |
| Teodoro Obiang Nguema Mbasogo     | Partito Democratico della Guinea Equatoriale | 260 462 | 95,76 |
| Plácido Micó Abogo                | Convergenza per la Democrazia Sociale        | 9 700   | 3,57  |
| Archivaldo Montero Biribé         | Unione Popolare                              | 931     | 0,34  |
| Buenaventura Moswi M´Asumu Nsegue | Coalizione Socialdemocratica                 | 462     | 0,17  |
| Carmelo Mba Bacale                | Azione Popolare                              | 437     | 0,16  |
| Totale                            | Totale                                       | 271 992 | 100   |

- Secondo i risultati ufficiali, il totale dei voti validi è pari a 271.964.